# 고지라 2000 밀레니엄
고지라 2000 밀레니엄 (ゴジラ2000ミレニアム)은 밀레니엄 시리즈의 첫 작품이자 23번 째 고지라 영화 작품이다. 1999년 12월 11일 일본에서 개봉되었다.

## 제작 경위
- 95년 <고지라 VS 디스트로이어>로 헤이세이 시리즈가 종료된 지 3년만에 헐리우드에서 <GODZILLA>란 제목으로 리메이크 하여 개봉하였고 흥행에 성공했다. 하지만 헐리우드 판 <GODZILLA>는 기존의 고지라의 이미지와는 사뭇 다른 모습이었고 이에 대한 고지라 팬들의 반응은 당황스러움이었다. 이에 프로듀서 토이야마 쇼고는 일본 판 고지라의 재개를 기획했고 제작에 들어갔다. [1]
- <고지라 2000 밀레니엄>은 각본부터 다각적인 관점으로 새로운 세계관을 구축하기 위해 2명의 작가를 투입하였고, 제작에는 '초대 고지라의 부흥'과 초기 토호 특촬영화에서 보였던 '신비와 위협' 컨셉을 기본 바탕으로 두었다. 또한, 등 지느러미가 크고 날카롭게 강조되며 새로 해석된 고지라의 디자인이 생겼고 오르가나 UFO의 디자인 등, SF적인 요소들도 도입되었다.[2]

## 등장 괴수
고지라
올가